# Iphigénie Hôtel
 (février 2024).
Si vous disposez d'ouvrages ou d'articles de référence ou si vous connaissez des sites web de qualité traitant du thème abordé ici, merci de compléter l'article en donnant les références utiles à sa vérifiabilité et en les liant à la section « Notes et références ».
Iphigénie Hôtel est une pièce de théâtre écrite par Michel Vinaver en 1959. Elle a été publiée en 1960 et jouée pour la première fois à Paris, au Centre Georges Pompidou en 1977 dans une mise en scène d'Antoine Vitez.

## Contexte historique de la pièce

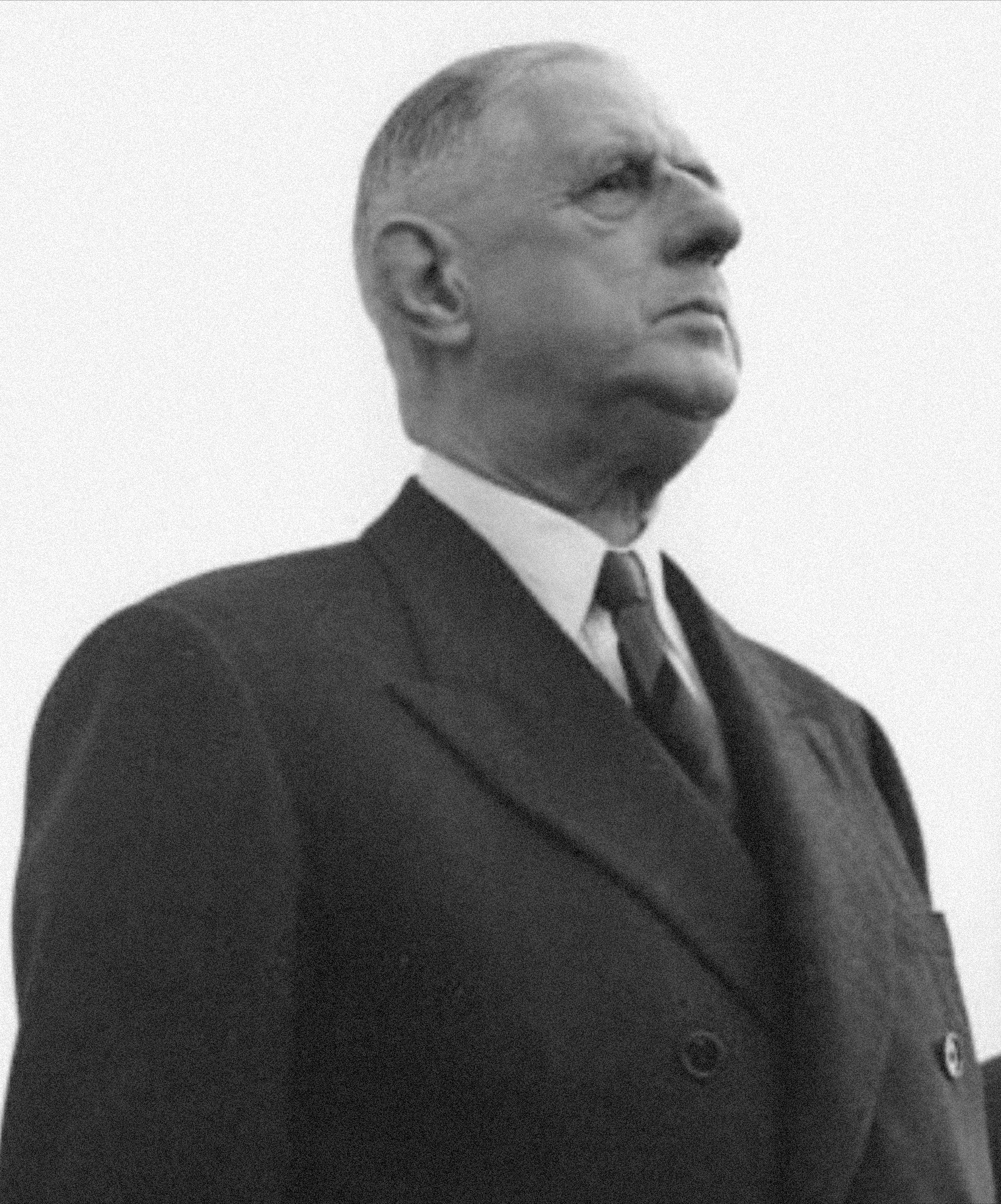
Charles de Gaulle au début des années 1960

L’Algérie est une possession coloniale de la France depuis 1830. Après avoir participé à la Première Guerre mondiale parmi les troupes de tirailleurs, le sentiment nationaliste des Algériens monte. Le gouvernement français prévoit une série de réformes pour la région, ce que les Français n’approuvent pas. Le conflit s’escalade et aboutit, le 13 mai 1958 au putsch d’Alger mené par des généraux français en opposition à une tentative de négociations avec les nationalistes algériens. Les manifestants créent un premier «Comité de salut public».
Le 26 mai 1958, qui correspond au premier jour de la pièce Iphigénie Hôtel, un second «Comité de salut public» se forme en Corse. Les manifestants qui prennent le pouvoir à Ajaccio sont des partisans du Général de Gaulle et au moyen de ce coup d’état ils souhaitent l’installer au gouvernement français. En réaction, le général de Gaulle rencontre secrètement le Président du Conseil des ministres Pierre Pflimlin mais les deux hommes ne parviennent pas à s’entendre, le général refusant de reconnaître les actions de ses partisans à Alger et à Ajaccio.
Le 27 mai, le deuxième jour de la pièce, de Gaulle déclare qu'il est «prêt à assumer les pouvoirs de la République». L’influence et le contrôle de Pflimlin sur la France diminuent et le 28 mai, le troisième jour dans Iphigénie Hôtel, il démissionne. Ces événements de fin mai 1958 évoqués dans la pièce entraînent la chute de la IVe République et le début de la Ve, menée par le général de Gaulle qui est sommé de créer un nouveau gouvernement mais exige les pleins pouvoirs et une nouvelle Constitution.

## Structure
L'action de la pièce est divisée en trois journées: la première journée (soit le 26 mai 1958), la deuxième journée (le 27 mai 1958), et enfin la troisième journée (le 28 mai 1958).
L'action se joue dans quatre lieux de l'Iphigénie Hôtel, situé dans la ville de Mycènes en Grèce: 
- l'office: lieu où les employés (hormis ceux de la cuisine) prennent leurs repas
- le hall: lieu de rencontre des clients, certains employés y sont également présents, tels que Jacques et Alain, Éric
- la chambre d'Oreste: composée du lit d'Oreste, d'une grande armoire, seuls les employés y ont accès
- la chambre de Laure et Pierrette: composée de deux lits, assez en désordre, seuls les employés y ont accès

Chaque journée se divise en plusieurs scènes en fonction des lieux où se passe l'action.
|   | PREMIERE JOURNÉE                 | DEUXIÈME JOURNÉE                 | TROISIÈME JOURNÉE                |
| 1 | L’office                         | L’office                         | Le hall                          |
| 2 | Le hall                          | Le hall                          | La chambre de Laure et Pierrette |
| 3 | La chambre d’Oreste              | La chambre de Laure et Pierrette | Le hall                          |
| 4 | Le hall                          | Le hall                          | L’office                         |
| 5 | La chambre de Laure et Pierrette | La chambre d’Oreste              | La chambre d’Oreste              |
| 6 | Le hall                          |                                  |                                  |
| 7 | L’office                         |                                  |                                  |

## Personnages
Avant le texte, Michel Vinaver dresse la liste des personnages par ordre d'apparition et précise pour chacun l'âge et le rôle au sein de l'hôtel dans le cas des employés. Pour des raisons de clarté, les personnages sont ici répartis par catégories: les employés, les clients et les personnages simplement mentionnés et n'apparaissant pas sur scène.

### Employés de l'hôtel
- Oreste: soixante ans, réceptionnaire et concierge, ancien propriétaire. Lorsque la pièce commence, il est alité et est sur le point de mourir, il ne parle que par râles. Il meurt peu de temps après le début de la pièce et n'apparaît plus sur scène.
- Alain: quarante-cinq ans, valet de chambre puis devient chef de la réception, français
- Jacques: seize ans, groom, français, assistant d'Alain
- Pierrette: dix-neuf ans, femme de chambre, française
- Laure: vingt-quatre ans, femme de chambre, française
- Émilie: cinquante-huit ans, gouvernante, française, surnommée "dondon Émilie"
- Éric: quarante-cinq ans, maître d'hôtel, suisse
- Aphrodite: vingt ans, serveuse, grecque, personnage muet
- Théodora: vingt ans, serveuse, grecque, personnage muet
- Patrocle: trente ans, muletier, grec, personnage muet (à une exception près)

### Clients
- Mlle (Danielle) Lhospitallier: vingt-neuf ans, fille de Mme Lhospitallier, s'intéresse au site de fouilles près de Mycènes
- Mme Lhospitallier: cinquante-quatre ans, mère de Mlle Lhospitallier, se languit d'avoir des nouvelles de Paris et veut pousser M. Veluze dans les bras de sa fille mais échoue
- M. (André) Veluze: quarante ans, avocat
- Mme Simone Sorbet: trente-cinq ans, femme de Louis Sorbet
- M. Louis Sorbet: trente ans, mari de Simone Sorbet
- Le professeur (Eddie) Babcock: soixante-dix ans, mari de Mrs Babcock, ancien archéologue anglais, a participé aux fouilles de Mycènes, personnage muet
- Mrs Babcock: soixante-cinq ans, femme du professeur Babcock
- Christophe Laboureur: vingt-huit ans, client venu de Jérusalem, photographe pour le Paris Match
- Judy: dix-huit ans, mannequin, cliente venue de Paris avec Yvette, travaille avec Christophe
- Yvette: dix-huit ans, mannequin, cliente venue de Paris avec Judy, travaille avec Christophe
- Liliane Moreau: vingt-cinq ans, assistante de Christophe

### Personnages mentionnés
Quatre personnages n'apparaissent pas sur scène mais sont régulièrement mentionnés. D’abord, il y Monsieur Diamant, le nouveau directeur de l'hôtel qui est en Belgique. Puis, Madame Hermione, la cuisinière grecque. Une cliente, Madame Ellénore n’est jamais sur scène car elle ne quitte jamais sa chambre, elle travaille dans l'industrie du cosmétique et la rumeur court qu'elle serait intéressée par les jeunes garçons. Il y a également Freddie, le chef de l'expédition de fouilles archéologiques.

## Résumé de la pièce
L'édition du Théâtre complet propose le résumé suivant:
Habituellement on ne s'arrête qu'une demi-journée à Mycènes, le temps d'une visite guidée des ruines de l'acropole où régna Agamemnon. Mais nous sommes quelques jours après le 13 mai 1958, et des touristes français, inquiets de ce qui leur parvient des nouvelles du séisme politique en cours à Alger et à Paris, prolongement leur séjour à l'Iphigénie Hôtel. Alain, le valet de chambre, étend dans l'hôtel le champ de son autorité en même temps qu'il mène à bon terme la conquête d'une des deux femmes de chambre.

### Première journée

#### L’office
Alors qu’Alain et Jacques font l’argenterie, ils discutent de monsieur Oreste agonisant. Alain sort pour servir une cliente qui souhaite avancer son départ. Laure entre et Jacques lui pose des questions sur monsieur Oreste.

#### Le hall
Les deux clientes qui souhaitent partir sont Mme Lhospitallier et sa fille, elles règlent leur départ à la réception. Alors qu’il s’occupe des clientes, Alain demande aux autres employés qui passent de chercher Jacques. La discussion entre Alain et Mme Lhospitallier évolue sur la situation politique de la France et le maintien de l’ouverture des frontières à la suite des querelles gouvernementales liées à la guerre d’Algérie.
Pendant ce temps, Mme Sorbet entre, M. Sorbet la rejoint, ils demandent de la glace. M. Sorbet fait la connaissance de Mlle Lhospitallier qui entre. Arrivée du professeur et Mrs. Babcock. Mme Lhospitallier et sa fille attendent Alain. Jacques arrive, il veut prendre les valises de Mme Lhospitallier mais il se fait intercepter pas Mrs Babcock. Mlle Lhospitallier tente de convaincre sa mère de rester.

#### La chambre d’Oreste
Alain et Émilie se tiennent auprès du lit de monsieur Oreste. Alain fait sortir Émilie pour fouiller l’armoire du mourant et lui prendre des affaires. Pierrette, portant une grande jarre d’huile, le surprend et ils discutent de la relation que pouvaient entretenir monsieur Oreste et Émilie. Pierrette se demande si Alain va remplacer Oreste.

#### Le hall
Mme Lhospitallier et M. Veluze discutent de la situation politique de la France. Jacques décroche plusieurs fois le téléphone et Mme Lhospitallier espère que ce sera des nouvelles de Paris. Jacques reçoit les Babcock, qui sont déjà venu dans cet hôtel plusieurs années auparavant et Mrs Babcock demande des nouvelles des employés dont elle se souvient.
M. Sorbet arrive avec des nouvelles de la France par la radio: il y a eu un soulèvement en Corse. Mme Lhospitallier et sa fille ont raté leur transport car la première ne retrouvait plus son chapeau.
M. Sorbet veut acheter une carte postale. Mlle Lhospitallier invite M. Veluze à sortir de l'hôtel. Alain cherche Jacques qui a de nouveau disparu. Mme Lhospitallier et M. Sorbet discutent de l'hôtel. La discussion évolue sur la raison de la présence du couple Sorbet à l'hôtel: ils attendent des amis.

#### La chambre de Laure et Pierrette
Laure et Pierrette parlent d'Alain, de leurs aventures amoureuses respectives et des Sorbet. Le badinage évolue et les filles commencent à se disputer: Laure accuse Pierrette de préférer séduire d'Alain plutôt que de travailler, tandis qu'elle-même ne fait que travailler. Elles se réconcilient et se questionnent sur les plans d'Alain pour reprendre la place d'Oreste, mais Pierrette voudrait retourner en France alors que Laure juge que le pays est trop chaotique. Elles sortent pour reprendre leur service.

#### Le hall
Les Babcock et les Sorbet sont chacun à une table en train de boire. Alain répond au téléphone pour prendre une réservation. Pendant ce temps, Jacques entre et demande à Alain de venir. L'appel terminé, Alain montre le livre d'or à M. Sorbet. Celui-ci étudie le livre avec sa femme.
Alain et Jacques sortent pour échanger. Mrs Babcock reconnaît Émilie, qui vient d'entrer, de son précédant séjour et elles échangent des nouvelles. Émilie est appelée par Laure. Mme Lhospitallier demande d'assoir M. Veluze sur une table à côté d'elle et sa fille.
Mlle Lhospitallier et M. Veluze rentrent de leur expédition. Mme Lhospitallier informe sa fille qu'elle a décidé de rester encore quelques jours à Mycènes pour leur sécurité le temps que les tensions en France se calment. La conversation évolue sur leurs avis concernant ces événements. Les clients passent à table et Mme Lhospitallier tente d'instiguer une relation entre sa fille et M. Veluze. La conversation se tourne donc vers les découvertes récentes de tombes à la suite des questionnements sur le couple Babcock.

#### L'office
Pendant que Laure met la table pour les employés, elle reproche à Patrocle son manque d'hygiène. Pierrette arrive en retard car Émilie l'a retenue. Alain affirme son autorité et s'assoit en bout de table à la place de M. Oreste, ce qui choque Émilie. Sur ordre d'Alain qui critique la cuisine de madame Hermione, Jacques fait des allers et retours en cuisine. Alain espère le retour à l'ordre dans l'hôtel tout comme en France. La conversation évolue sur la situation politique.
Ils sont interrompus par M. Veluze qui annonce que le téléphone sonne. Chacun suppose sur un ton amusé l'identité de la personne derrière l'appel car certains clients attendent des nouvelles par téléphone. Mais il s'agit d'un téléphone pour Madame Ellénore et chaque employé spécule sur elle. Pierrette s'informe sur la source Perseïa et la discussion se tourne vers la Citadelle de Mycènes, puis vers M. Veluze et Mlle Lhospitallier.

### Deuxième journée

#### L'office
Alain et Jacques cirent les chaussures des clients et ce premier corrige le jeune sur sa méthode. Il envoie Jacques chercher Émilie, et Laure entre. Elle informe Alain qu'Éric veut lui parler au sujet de madame Hermione et son huile volée, qu'elle est furieuse. Ils parlent de la jarre volée. Émilie rejoint Laure et Alain, qui lui demande si ses deux femmes de chambre peuvent nettoyer la chambre d'Oreste après son enterrement. Avant de sortir, Émilie précise à Alain que Jacques aurait fait quelque chose de mal à Pierrette, le valet et Laure s'interrogent donc sur les deux concernés.
Pendant la scène, Mlle Lhospitallier puis M. Veluze apparaissent pour réclamer leurs chaussures. Alain sort puis Pierrette entre et discute avec Laure de l'étrange échange d'objets antiques qu'elle a vu dans la chambre de Madame Ellénore.
Laure réalise que sa collègue s'est enduite de l'huile qu'elle a volée et demande si c'est Jacques qui l'a fait, ce qui pousse Laure à poser des questions sur ce qui s'est passé entre Pierrette et le jeune groom pendant la nuit. Jacques entre et interrompt la conversation pour informer que les messieurs d'Argos sont arrivés avec le cercueil pour emporter Oreste.

#### Le hall
À la table du petit-déjeuner, M. Veluze relate à M. Sorbet sa conversation de la veille avec Mrs Babcock sur la découverte de nouvelles tombes à Mycènes. Il s'interrompt lorsque Mme Lhospitallier entre et demande à M. Veluze s'il n'a pas vu Mlle Lhospitallier. Répondant qu'elle est déjà sortie de bonne heure, la mère lui raconte qu'elle et sa fille sont en Grèce pour distraire le fille d'une déception amoureuse. Lorsque M. Veluze veut partir, Mme Lhospitallier tente tant bien que mal d'intéresser l'homme à sa fille bien qu'il ne préfère rejoindre la jeune femme.
La conversation se tourne vers Mrs Babcock, qui entrée avec son mari le professeur, et Émilie au sujet de l'avenir touristique de Mycènes, et par conséquent de l'hôtel.
Pendant ce temps, M. Sorbet tente d'avoir des nouvelles de la France au moyen d'un transistor. Mme Lhospitallier s'approche avec intérêt et raconte son rêve sur un membre du gouvernement français qui prenait le pouvoir.
Arrivent alors les quatre nouveaux clients ayant réservé la veille: Christophe, Judy, Yvette et Liliane. Émilie sort chercher Alain. En attendant, les nouveaux arrivant réagissent à l'exemplaire du Match que M. Sorbet est en train de lire, et on comprend que Christophe est photographe pour le journal. Mme Lhospitallier interroge les nouveaux venus sur la situation à Paris à la suite des querelles gouvernementales, mais les deux mannequins Judy et Yvette qui en viennent ne semblent pas avoir remarqué plus d'agitations que d'habitude.

#### La chambre de Laure et Pierrette
Pierrette recoud un de ses bas déchiré lorsqu'Éric rentre pour lui demander si elle sait quelque chose par rapport à une jarre d'huile volée. Alain arrive à ce moment-là et accuse Patrocle, mais Éric mentionne qu'il dispose de preuves contre Pierrette, et Alain tente de le détromper pour protéger la jeune femme. La tension monte entre les deux hommes par rapport à l'influence grandissante d'Alain. Une fois Éric parti, furieux, Alain questionne Pierrette sur sa relation avec Jacques. Jacques arrive et Alain, jaloux, s'énerve contre lui à propos de son aventure avec Pierrette et les hommes se battent. Jacques se souvient qu'il était monté informer Alain que les mannequins voulaient plus de cintres. Laure entre et, avec Alain, s'exaspère de la vanité de ces dames, et le valet de chambre dit de leur donner tous les cintres de l'hôtel.

#### Le hall
Les Sorbet reçoivent des nouvelles de leurs amis qui étaient bloqués à Corinthe, ils vont bientôt pouvoir partir. Liliane entre et rejoint Christophe. Elle s'exaspère du manque de place pour installer les vêtements et rapporte que les filles se plaignent de la chaleur dans leurs vêtements particuliers, mais Christophe balaie les remarques car trop occupé à prendre des photos de Patrocle avachi dans un coin. Mlle Lhospitallier arrive de l'extérieur avec des fragments d'objets antiques qu'elle a trouvé. Lorsque Christophe évoque les lieux antiques où il souhaite réaliser sa séance photo, Mlle Lhospitallier le renseigne. M. Veluze entre et s'intéresse aux découvertes de la jeune femme. Mme Lhospitallier arrive et les interrompt pour impliquer M. Veluze dans sa conversation avec M. Sorbet au sujet du projet de développement touristique de Mycènes, et il donne son avis. Mme Lhospitallier s'enthousiasme de l'avancée du projet économique, elle est convaincue que cela implique des bonnes nouvelles concernant Paris. Mme Sorbet communique ce qu'elle a entendu à la radio de la situation en France.
Liliane entre et cherche Alain. Judy, enjouée, fait une brève apparition à la porte et attire l'attention de Liliane qui la rejoint. Mme Lhospitallier et Mme Sorbet critiquent le mystère créé autour de cette nouvelle collection de vêtements, ainsi que les dernières modes.

#### La chambre d'Oreste
Laure et Pierrette nettoient la chambre d'Oreste. Laure revient sur la mystérieuse scène que Pierrette a vu dans la chambre de Madame Ellénore: un garçon lui montrait des objets (voir deuxième journée, scène 1). Les femmes spéculent sur la possibilité d'un trafic d'objets antiques. Elles se demandent si elles devraient rapporter cette scène. Puis Laure reproche à Pierrette de soutenir Alain dans sa prise de pouvoir. Émilie entre et leur donne des draps propres pour faire le lit et les filles comprennent qu'Alain veut reprendre la chambre. Laure s'en offusque. Émilie les informe qu'il a reçu un télégramme de Monsieur Diamant et qu'Alain a convenu avec Éric et madame Hermione que les femmes de chambre effectueront d'autres tâches, ce dont les filles s'offusquent.
Alain entre en uniforme de chef de la réception et commence à donner des ordres. Il propose à Laure d'accompagner le convoi funèbre pendant que Pierrette doit reste à l'hôtel pour répondre aux éventuelles demandes des clients. Alain, Laure et Émilie sortent, laissant Pierrette seule, mais elle est rejointe par Jacques qui tente de s'enfuir en la voyant. Pierrette convainc Jacques de faire quelque chose de secret pour elle, et qu'en échange elle fera tout ce qu'il voudra.

### Troisième journée

#### Le hall
Les Sorbet vont partir. Ils communiquent à Mme Lhospitallier les dernières informations entendues sur le contexte de crise politique en France. Mme Lhospitallier et M. Velue regrettent le départ des Sorbet car, sans leur radio ils seront sans nouvelle de la France. Puis, les Sorbet et Mme Lhospitallier critiquent le service de l'hôtel. Ils évoquent aussi la construction d'un amphithéâtre, qui fait partie du projet de développement touristique de la région basée sur la mise en valeur du passé mythique.
Pendant cette conversation, Laure entre et cherche Émilie. Lorsque celle-ci entre, Alain l'appelle mais elle se dirige vers Laure, et elles murmurent entre elles. Alain et Éric s'échangent un clin d’œil.
Alain reproche à Jacques et Pierrette leur absence pour servir un client. Pierrette balaie le reproche. Elle informe Alain qu'elle souhaite partir le soir-même pour Paris car elle déplore son autorité croissante. Mais l'homme tente de la retenir en lui déclarant son amour et lui propose de se marier.
Christophe entre et souhaite emprunter Patrocle pour une séance photo, ce qu'Alain accepte. Liliane réclame une salle d'essayage car les chambres sont trop petites. Mlle Lhospitallier interrompt Alain et Liliane pour faire une réclamation. Quand Alain propose à Liliane le hall comme salle d'essayage, elle refuse à cause du va-et-vient de tout le monde. Il propose alors l'office. Alain sort et Éric entre pour prendre la commande de Mlle Lhospitallier et par la même occasion celle de Christophe et Liliane qui terminent en évoquant les différents lieux pour réaliser les photos.

#### La chambre de Laure et Pierrette
Laure et Pierrette sont en petite tenues sur leur lit respectif et évoquent le fait qu'Émilie est bouleversée par l'enterrement. Laure parle de sa vie avant l'Iphigénie Hôtel. Elle se remémore son histoire d'amour passée avec un client anglais. Pierrette dit qu'elle est amoureuse. Laure demande s'il s'agit de Jacques ou d'Alain. Puis Pierrette pense aux clients et leurs potentielles liaisons amoureuses. Les femmes de chambre se prennent à rêver à la vie des mannequins de Dior, Judy et Yvette.
Jacques arrive dans la chambre et annonce à Laure qu’Émilie la cherche. Elle sort, ce qui laisse Jacques seul avec Pierrette. Elle lui demande s'il a obtenu la chose qu'elle lui a demandé, mais Jacques veut d'abord la mettre à l'épreuve en lui posant une question. Lassée, elle lui répond que oui et prend l'objet à Jacques: une bague en or volée. Il demande à Pierrette si elle l'emmènera à nouveau à la source, lieu de leur précédant rendez-vous, pour reprendre leur relation, mais Pierrette refuse et Jacques sort bouleversé.

#### Le hall
Assis à table avec le couple d'archéologues anglais, M. Veluze les questionne sur la récente découverte d'une tombe antique. Alain, Émilie et Laure entrent et Alain demande que celle-ci nettoie la chambre d'Éric le maître d'hôtel. Laure refuse catégoriquement et sort, et Émilie s'offusque car cela n'est pas dans les habitudes de l'hôtel. La conversation des clients reprend sur Christophe le photographe du Match qui s'est vu refusé par le chef du chantier de fouilles l'autorisation de prendre photographier ses mannequins devant les ruines nouvellement découvertes.
Les Babcock quittent la table, et M. Veluze demande à Mlle Lhospitalier qui les avait rejoint à table de lui montrer ses débris archéologiques. La jeune femme parle de sa vie et de ses passions. Elle propose à M. Veluze de continuer leur voyage ensemble et lui demande de lui parler de lui, mais il est réticent. La scène se termine par la jeune femme qui demande à M. Veluze s'il souhaite faire une dernière promenade.

#### L'office
Jacques et Alain aménagent l'office pour accueillir les essayages des mannequins. Éric entre et relance le sujet de la jarre d'huile volée à Hermione, qui refuse de faire le dîner si elle ne parle pas à Pierrette. Jacques poursuit les aménagements seul pendant qu'Alain et Éric parlent. Le maître d'hôtel sort et Pierrette arrive. Elle prend Alain à part et lui montre sa bague en or en lui exposant les projets de vie commune qu'elle imagine pour eux deux. Choqué que Pierrette possède une bague volée, il se montre réticent aux projets de Pierrette, car il souhaite rester plus longtemps pour économiser.
Liliane, Christophe, Judy et Yvette arrivent pour la séance photo. Patrocle les suit et s'assoit dans un coin. Les mannequins se plaignent de leurs vêtements, mais Liliane tente de les motiver. Mme Lhospitallier entre et demande à Laure qui s’était glissée dans la pièce d’aller chercher le portier pour pouvoir régler sa chambre. Les mannequins s’amusent finalement de leur nouvelle mode et partent avec Christophe et Liliane pour poursuivre la séance. Laure, restée seule avec Patrocle, se plaint des critiques qu'elle a reçue. Elle se languit de pouvoir passer du temps avec lui. Jacques la surprend et exprime son dégoût à propos du rapprochement de Laure et Patrocle. Christophe revient brièvement pour prendre Patrocle avec.
Pierrette entre et se moque avec Laure de l’échec de rapprochement entre Mlle Lhospitallier et M. Veluze. Pierrette annonce à Laure qu’elle ne veut plus de la bague que Jacques a volé. Elle la rend à Jacques qui sort bouleversé. Laure et Pierrette se disputent sur leur façon de se comporter avec les hommes. Elles se battent, mais Émilie arrive pour les séparer. Pierrette sort. M. Veluze entre et dit qu’il cherche le portier. Laure sort et Émilie part chercher Alain.

#### La chambre d'Oreste
Alain et Pierrette discutent sur le lit de ce qui est maintenant la chambre d’Alain. Ils parlent de leurs projets de vie commune: Pierrette veut qu’ils s’installent dans une maison mais Alain souhaite encore rester plusieurs années à l’hôtel, au désespoir de la femme de chambre. Alain dit à Pierrette de ne pas user d’artifices de femmes riches telle que Madame Ellénore et son huile, il ne veut pas qu’elle devienne comme les mannequins, et Pierrette le taquine en s’imaginant dans les mêmes tenues qu’elles. Jacques, puis Émilie, toquent à la porte, demandant à Alain de venir pour s’occuper de Mme Lhospitallier qui souhaite partir.

#### Le hall
À la réception, Mme Lhospitallier règle sa note auprès d’Alain, pendant que sa fille et M. Veluze discutent de la dernière promenade de celle-ci. Alain appelle Paris pour Mme Lhospitallier qui désire des nouvelles avant de partir. M. Veluze partage les dernières informations sur la situation du gouvernement français. M. Veluze annonce qu'il a l'autorisation de visiter les tombes de personnages mythologiques nouvellement découvertes et Mlle Lhospitallier insiste auprès de sa mère pour rester afin de voir ces tombes. Mais Alain annonce que l'hôtel est complet.
M. Veluze, en tant qu’avocat, joue le procès fictif des personnages mythologiques concernés en imaginant qu’ils n’aient pas été assassinés. Tout le monde applaudit à la fin.
Pendant ce temps, Laure entre et fait lire une lettre de Jacques à Émilie. Pierrette entre et apprend qu’il s’est enrôlé dans les parachutistes. Alain lit également la lettre un peu plus tard et s’étonne du choix du garçon.
Rentrés de la séance photo, Liliane annonce à Christophe qu’ils ont l’autorisation d’emprunter des bijoux découverts parmi les ruines mais il manque un bracelet et une bague. Laure réalise que Jacques a joint à sa lettre la bague qu’il avait volé, abîmée. En entendant Liliane dire que les archéologues vont ouvrir une enquête sur ce vol, Laure empoche la bague et sort. La pièce se termine par l’annonce du départ des Lhospitallier pour la gare, accompagnées par M. Veluze.

## Lien entre mythes et Histoire
D'après Michel Vinaver, il existe dans ses pièces «un va-et-vient entre l'actualité (ce territoire indistinct, morcelé, sans repères) et l'ordre du monde tel qu'il est dit dans les mythes anciens. Il s'agit d'un va-et-vient, et non d'une relation explicative ni même métaphorique», il appelle ce phénomène une «navette mythique». Dans ses Écrits sur le théâtre, Vinaver précise qu’il s’agit plutôt d’un «rapport ironique» entre les événements qui se déroulent dans l’hôtel, le contexte de crise politique en conséquence du coup d’état du 13 mai, et le passé mythique de Mycènes. 

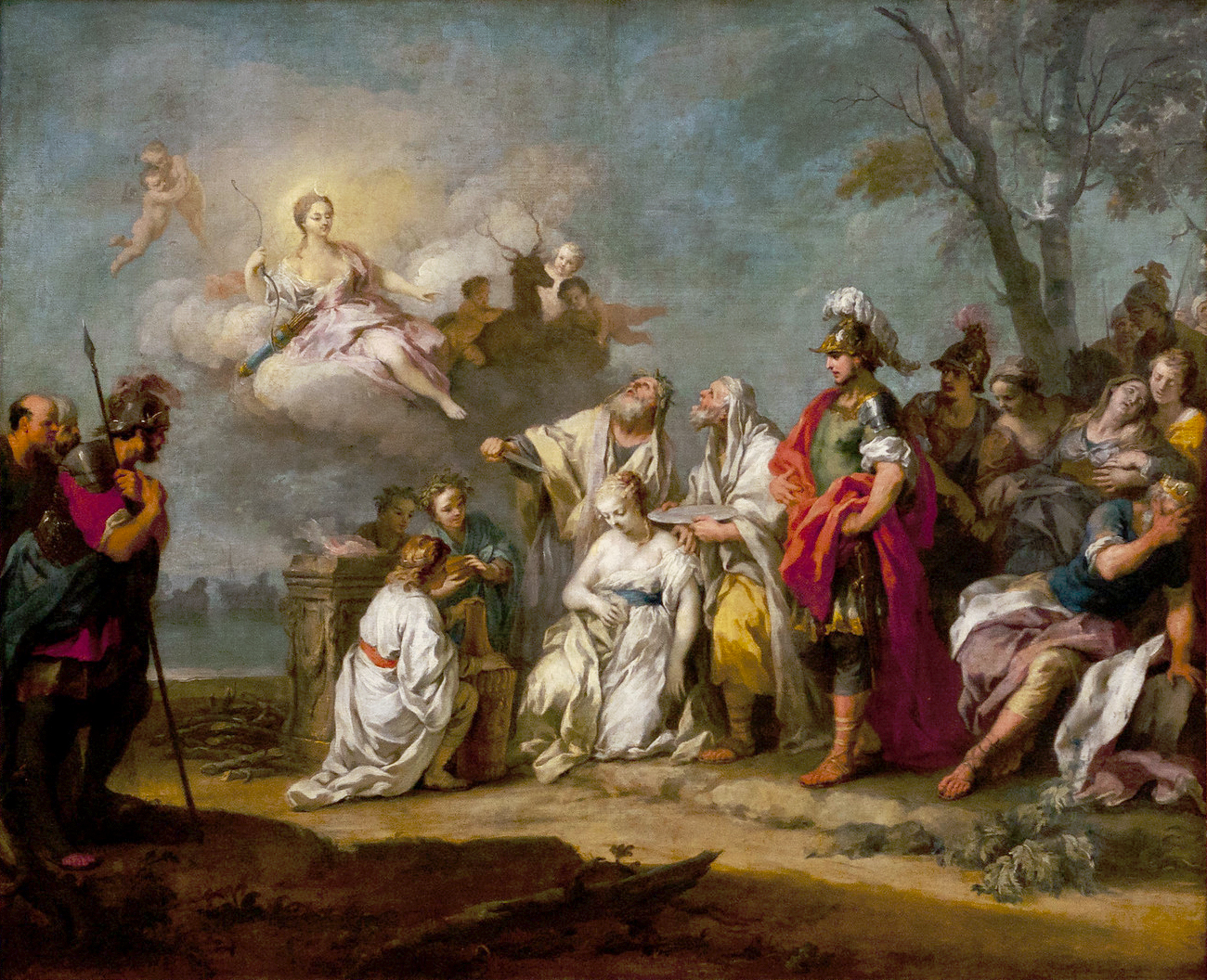
Le Sacrifice d’Iphigénie, tableau de Jacopo Amigoni (peint vers 1740)

Les mythes grecques, en particulier celui du sacrifice Iphigénie par son père Agamemnon, est évoqué par le titre de la pièce. Le passé antique est présent en fond avec les découvertes archéologiques de tombes de personnages mythologiques, et la localisation globale de la pièce: Mycènes. Aussi, certains personnages (les Grecs) portent des noms mythiques tels qu'Oreste, Aphrodite, Patrocle, Hermione. Vinaver précise à propos des liens possibles entre personnages de la pièce et personnages mythiques dans son «Auto-interrogatoire» que «Voici jetées en vrac, certaines correspondances, on pourra en trouver d'autres, et même en arriver à un point où rien dans la pièce n'est sans lien avec la mythologie». Mais, selon lui il «faut voir la pièce autrement. Établir d'abord la primauté de l'histoire qui se passe dans cet hôtel en mai 1958». Anne Ubersfeld questionne le point de vue de l’auteur et se demande à propos du lien entre l'histoire de la pièce et le mythe:

Mais alors à quoi lui sert le mythe? À boulonner le discours sur une fable solide? Oui certes, mais c'est peu; surtout à permettre sur l'œuvre un regard multiple: «Esthétique médiévale, d'aucun point la pièce ne s'embrasse d'un seul regard (principe de la cathédrale)»

Le sujet des personnages mythiques est aussi abordé dans les conversations des personnages, de façon fragmentaire, par exemple dans cet extrait:

M. VELUZE 
[...] Avec ce relief tourmenté... On comprend que les Mycéniens aient été de tels guerriers. [...]
MME LHOSPITALLIER

J'en ai rêvé cette nuit! J'ai rêvé de Cassandre et de ses petits jumeaux qu'on égorgeait!

### Création

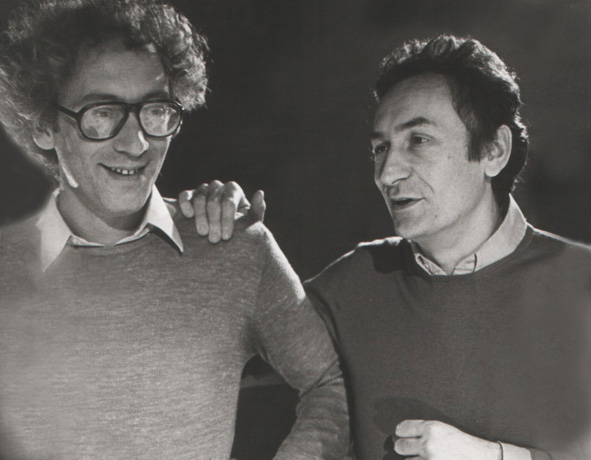
Antoine Vitez (à droite) avec René Kalisky (à gauche)

### Mises en scène notables

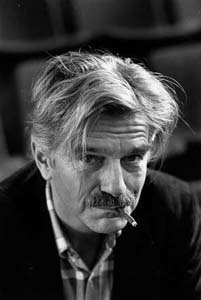
Le metteur en scène suisse Charles Joris